# Episodi di 9-1-1 (quinta stagione)
La quinta stagione della serie televisiva 9-1-1, composta da 18 episodi, è stata trasmessa in prima visione assoluta negli Stati Uniti d'America da Fox dal 20 settembre 2021 al 16 maggio 2022.
In Italia la stagione è stata pubblicata su Disney+ dal 12 gennaio al 27 luglio 2022. In chiaro è stata trasmessa in prima visione su Rai 2 dal 7 gennaio al 26 maggio 2024.
| nº | Titolo originale          | Titolo italiano                | Prima TV USA      | Pubblicazione Italia | Prima TV Italia  |
| -- | ------------------------- | ------------------------------ | ----------------- | -------------------- | ---------------- |
| 1  | Panic                     | Panico                         | 20 settembre 2021 | 12 gennaio 2022      | 7 gennaio 2024   |
| 2  | Desperate Times           | Momenti disperati              | 27 settembre 2021 | 19 gennaio 2022      | 14 gennaio 2024  |
| 3  | Desperate Measures        | Misure estreme                 | 4 ottobre 2021    | 26 gennaio 2022      | 21 gennaio 2024  |
| 4  | Home and Away             | Andata e ritorno               | 11 ottobre 2021   | 2 febbraio 2022      | 28 gennaio 2024  |
| 5  | Peer Pressure             | Stress sociale                 | 18 ottobre 2021   | 9 febbraio 2022      | 4 febbraio 2024  |
| 6  | Brawl in Cell Block 9-1-1 | Rissa nel braccio 9-1-1        | 1º novembre 2021  | 16 febbraio 2022     | 11 febbraio 2024 |
| 7  | Ghost Stories             | Storie di fantasmi             | 8 novembre 2021   | 23 febbraio 2022     | 18 febbraio 2024 |
| 8  | Defend In Place           | Difendere in posizione         | 15 novembre 2021  | 2 marzo 2022         | 25 febbraio 2024 |
| 9  | Past Is Prologue          | Il passato è prologo           | 29 novembre 2021  | 9 marzo 2022         | 10 marzo 2024    |
| 10 | Wrapped in Red            | Avvolto nel rosso              | 6 dicembre 2021   | 16 marzo 2022        | 17 marzo 2024    |
| 11 | Outside Looking In        | Fuori a guardare               | 21 marzo 2022     | 8 giugno 2022        | 7 aprile 2024    |
| 12 | Boston                    | Boston                         | 28 marzo 2022     | 15 giugno 2022       | 14 aprile 2024   |
| 13 | Fear-O-Phobia             | Fobia della paura              | 11 aprile 2022    | 22 giugno 2022       | 21 aprile 2024   |
| 14 | Dumb Luck                 | Colpi di fortuna               | 18 aprile 2022    | 29 giugno 2022       | 28 aprile 2024   |
| 15 | FOMO                      | Paura di essere tagliati fuori | 25 aprile 2022    | 6 luglio 2022        | 5 maggio 2024    |
| 16 | May Day                   | May Day                        | 2 maggio 2022     | 13 luglio 2022       | 12 maggio 2024   |
| 17 | Hero Complex              | Eroe a qualunque costo         | 9 maggio 2022     | 20 luglio 2022       | 19 maggio 2024   |
| 18 | Starting Over             | Ricominciare da capo           | 16 maggio 2022    | 27 luglio 2022       | 26 maggio 2024   |

## Panico
- Titolo originale: Panic
- Diretto da: Bradley Buecker
- Scritto da: Tim Minear e Juan Carlos Coto

### Trama
Un attacco ransomware causa scompiglio in tutta Los Angeles, provocando incidenti, false emergenze e chiamate al 911 senza alcun motivo. Ben presto, diventa chiaro che dietro tutto ci sia lo zampino di un hacker esperto, che lancia un avvertimento tramite gli schermi di una torre di controllo in aeroporto dopo aver sventato un terribile incidente: se non verrà pagato con 25 milioni di dollari, le cose non faranno altro che peggiorare.
Intanto, mentre Maddie affronta la depressione post-parto, la relazione tra Eddie ed Ana passa allo stadio successivo quando Ana, in occasione della comunione di una sua nipote, decide di presentarlo alla sua famiglia. Tuttavia, Eddie è vittima di un attacco di panico che cerca di minimizzare il più possibile, evitando di parlarne agli amici. 
Athena si prepara al processo contro Jeffrey Hudson, lo stupratore che l'ha ridotta in fin di vita e che, con grande sorpresa, licenzia il suo avvocato per difendersi da solo. La prima cosa che Jeffrey chiede è di poter interrogare i testimoni, incluse le donne da lui violentate, a partire proprio da Athena, che riesce a tenergli testa nonostante le manovre dell'uomo di farla apparire come una poliziotta abusante del suo potere (rimembrando l'episodio dell'arresto della compagna di May che l'aveva indotta al tentato suicidio). Poco prima che il giudice deliberi la sua decisione, l'attacco hacker raggiunge anche l'aula del tribunale, dove si scatena il panico, cosa che permette a Jeffrey di darsi alla fuga indisturbato.
Durante un'emergenza all'ospedale, Eddie viene avvicinato dalla stessa dottoressa che lo aveva visitato per l'attacco di panico, ma il ragazzo continua a tergiversare, anche davanti alle domande di Buck, e, nel contempo, un improvviso blackout si abbatte su Los Angeles proprio nel mentre dell'atterraggio di un elicottero che trasporta un cuore.
Athena e il suo collega, Lou Ransone, si mettono subito sulle tracce di Jeffrey, che, secondo loro, potrebbe essere stato ospitato da una delle donne che fanno parte del suo "fan club". L'intuizione è giusta a metà: dalle parole di una di queste, Athena capisce che il prossimo obiettivo di Jeffrey è il suo ex avvocato, Lila Risco, tratta in salvo giusto in tempo da Ransone, avvertito telefonicamente da Athena. Purtroppo, però, Athena canta vittoria troppo in fretta perché è ignara del fatto che Lila, in un colpo di scena, abbia aggredito Ransone tagliandogli la gola e lasciando quindi Jeffrey in libertà.

## Momenti disperati
- Titolo originale: Desperate Times
- Diretto da: Bradley Buecker
- Scritto da: Lyndsey Beaulieu e Andrew Meyers

### Trama
La puntata riprende dal salvataggio dei due paramedici in elicottero che stavano trasportando un cuore per un trapianto, dopo molta fatica la 118 riesce a salvare tutti prima che l'elicottero precipiti al suolo.
Cinque giorni dopo, l'attacco ransomware continua e tutte le unità sono in allerta; una donna il cui figlio di 12 anni è attaccato a un respiratore riesce a salvarlo grazia all'aiuto di May che chiamando una sua vicina che ha i pannelli solari riesce a creare una catena di prolunga abbastanza lunga per far funzionare il respiratore. Un uomo chiama aiuto dallo zoo dove tutti gli animali sono in fuga e uno di loro è stato aggredito da un'alpaca.
Eddie dopo molte pressioni da parte di Buck gli confessa che il suo attacco di panico è dovuto alla paura che la sua relazione con Ana sta diventando troppo seria: Ana è semplicemente la prima donna che ha frequentato dalla morte di Shannon, non è innamorato di lei, Christopher si è affezionato ad Ana e quindi non ha il coraggio di lasciarla. Buck è dell'opinione che il comportamento di Eddie è sbagliato, in questo modo non fa che dare ad Ana delle false aspettative. 
Chimney confida a Hen che è preoccupato per Maddie che continua a star male a causa della depressione post-partum, e proprio in quel momento a casa Maddie che sta facendo il bagnetto alla figlia rischia di farla affogare e spaventata la porta in ospedale per farle un controllo; la situazione non è grave ma Maddie è ancora molto spaventata.
Athena viene convocata in ospedale dove con shock trova il collega Ransone, a cui hanno tagliato la gola ma è sopravvissuto, e capisce Jeffrey Hudson non è mai arrivato in carcere ed è ancora a piede libero; viene trovata l'avvocatessa morta e Athena sospetta che fosse sua complice in più che Jeffrey non abbia lasciato la città come sostiene il capitano ma sia ancora a Los Angeles. Fa immediatamente sorvegliare le case delle vittime nel caso si presenti quando viene informata che Ransone è sveglio, ma non può parlare solo scrivere, che la avverte che anche lei è una vittima. Immediatamente si dirige a casa, avvisando anche Bobby, dove Michael ha dato una festa con i vicini senza immaginare che il criminale sia a casa con loro. Arrivata a casa Athene trova Michael e David ma non Harry e capisce che Jeffrey lo ha rapito e ha preso il distintivo di Ransone così da passare i controlli.

## Misure estreme
- Titolo originale: Desperate Measures
- Diretto da: Ben Hernandez Bray
- Scritto da: Kristen Reidel

### Trama
Dopo aver aggredito Athena ed essere sopravvissuto al colpo di pistola, Jeffrey viene a sapere dai medici che il colpo lo ha preso ai genitali e questo fa crescere in lui una grande rabbia. Subito dopo essere stato arrestato da Ransone, dopo che il suo avvocato gli taglia la gola e lo libera, i due si liberano del corpo. La donna cerca di convincere Jeffrey a fuggire con lei, ma lui dopo averle sparato va a casa del poliziotto dove inizia a studiare Athena e si presenta a casa sua dove rapisce Harry.
Athena riceve una chiamata da Harry che però viene subito interrotta da Jeffrey, Athena gli assicura che non gli darà la caccia se libera suo figlio ma non sono questi i suoi piani. Anche May viene informata ma per il suo bene deve restare al centralino. Intanto Athena invita Bobby a tornare al lavoro mentre lei e Michael restano a casa in attesa ma spronata da Michael ad agire Athena pensa alla prossima mossa e si dirigono alla casa di Lou per cercare indizi. Mentre proseguono le ricerche la 118 risponde alla chiamata da parte di un gruppo di anarchici dove un ragazzo è stato ferito con un'arma da fuoco, il gruppo non vuole essere aiutato ma lo stato d'animo di Bobby è sufficiente per farsi strada e fare il suo lavoro e lì informa tutti che Harry è stato rapito; la situazione lo rende molto nervoso poi riceve una chiamata d'emergenza e sulla 118 parte. 
Nel frattempo Jeffrey porta Harry in un edificio dove si procura dei secchi di vernice, mentre si intrufola Harry riesce a uscire dal bagagliaio dell'auto ma viene ripreso subito da Jeffrey, una ragazza che era lì riprende il fatto con il telefono ma anche se Jeffrey gli mostra il distintivo non è sicura e posta il video che viene visto da May; quest'ultima lo riferisce ad Athena che si mette in moto per parlare con la testimone ma subito dopo aver visto il video riceve una chiamata e parte a tutto gas lasciando Michael. Jeffrey porta Harry in una casa disabitata e lo mura dentro una delle pareti e poi chiama Athena e la invita a raggiungerlo da sola e senza rinforzi nella zona autonoma, la stessa dove si trovavano Bobby e gli altri, ma la donna non va impreparata e sapendo che le persone lì odiano i poliziotti usa il filmato di Jeffrey, in cui si dichiara essere un agente, come mezzo per trovarlo e il piano riesce. Costretto alla fuga si rifugia nella metropolitana dove ad attenderlo ci sono Bobby e la sua squadra a tendergli una trappola. Athena gli offre la possibilità di arrendersi ma appena Jeffrey punta la pistola su Bobby gli svuota tutto il caricatore della pistola uccidendolo senza sapere dove ha portato Harry. Per fortuna usando gli indizi trovati risalgono alla casa in ristrutturazione, i cui lavoro si sono bloccati durante la pandemia, dove si trova Harry e riescono a tiralo fuori prima che sia tardi.
Subito dopo aver salvato Harry l'elettricità è ripristinata e il gruppo hacker che aveva inviato il ransomware è scomparso. Tutto sembra tornato alla normalità: Buck torna a casa giusto in tempo per vedere il notiziario con Taylor alla TV, Michael fa sapere a Harry che se vuole parlare di quello che è accaduto può farlo ma lui non vuole, Eddie, dopo aver fatto colazione con suo figlio e Ana, le dice che è meglio interrompere la loro relazione e infine Chimney torna a casa ma non trovando né Maddie né sua figlia riceve una chiamata da Bobby che lo informa della presenza della figlia in caserma insieme a lui e Ravi, e scopre che Maddie gli ha lasciato un video messaggio giurandogli che ama lui e la piccola, ma ha deciso di lasciare Los Angeles perché non si ritiene in grado di fare la madre pregandolo di non cercarla.

## Andata e ritorno
- Titolo originale: Home and Away
- Diretto da: Brenna Malloy
- Scritto da: Bob Goodman

### Trama
Chimney è distrutto, la partenza di Maddie lo porta a pensare che in realtà sia stata costretta ma Buck gli assicura che non è così e di lasciarle solo il tempo di riprendersi; nel frattempo deve badare anche a sua figlia e mentre controlla la posta scopre una fattura dell'ospedale del giorno prima della partenza di Maddie, chiedendosi che sia successo và a chiedere al medico che l'ha visitata e le dice ciò che è accaduto. Maddie continuava a sostenere che la figlia non era al sicuro con lei e quell'incidente ha soltanto portato la sua depressione ai limiti tanto da decidere di lasciarla per la sua sicurezza. Quando Chimney scopre che Buck sapeva del motivo della partenza decidendo di non dirgli niente, lo colpisce con un pugno. Dopo averci pensato bene Chimney decide di partire con sua figlia per andare a cercarla e Hen gli augura buona fortuna.
Dopo il rapimento Harry viene mandato da una psicologa per parlare di ciò che è successo ma non sembra volerlo e lei consiglia ai genitori di riportarlo a casa. Michael e Athena cercano di fare il possibile ma quando tornando a casa, Athena si rende conto che Jeffrery era in casa loro e ha contaminato con la sua presenza tutti i bei ricordi della sua famiglia. Bobby le sta vicino per aiutarla.
Alla centralina arriva una nuova/vecchia operatrice di nome Claudette che mostra subito le sue abilità nel guidare i soccorsi durante una rapina in un'abitazione. May inizialmente è entusiasta di imparare da una veterana ma non passa molto che questi si dimostri ostile nei suoi confronti e la tratta come una stagista. May ne parla con Josh ma lui sostiene che è solo la sua immaginazione, tuttavia durante un'operazione per sgombrante in un'area piena di gas questa interrompe una sua chiamata. A fine giornata May prova a chiarirsi con Claudette ma questa con sua sorpresa afferma di accettare le sue scuse cosa che la fa arrabbiare, suo fratello Harry le suggerisce di imporsi perché i bulli non smettono mai.
Durante una parata scolastica un furgone sbanda causando un incidente che provoca molti feriti e diverse morti: tra le vittime ci sono due ragazze una è rimasta ferita ed è in terapia intensiva mentre l'altra è morta. Le due ragazze erano amiche e i genitori sono disperati per la perdita ma quando in ospedale Hen la porta lì a identificarla scopre che c'è stato un terribile scambio: la ragazza in terapia intensiva è la loro figlia mentre la ragazza che è morta era la sua amica. Quando Hen le ha chiesto il nome e lei ha risposto quello che credeva il suo ma la verità è che stava pensando alla sua amica, e scoperta la cosa Hen è costretta a dare la triste notizia.

## Stress sociale
- Titolo originale: Peer Pressure
- Diretto da: Joaquín Sedillo
- Scritto da: Nadia Abass-Madden

### Trama
Da quando Chimney è partito Buck pensa che sia stata tutta colpa sua ma Taylor lo rassicura e gli dice di non fare nulla e di aspettare, nel frattempo decide di indire un regime molto severo con la nuova recluta Ravi sottoponendolo a un allenamento molto rigido rimproverandolo se fa qualcosa di infantile. Ravi è esasperato ma Hen lo rassicura dicendogli che ciò che sta facendo Buck è un modo per preservare la sua seconda famiglia: la 118. Ravi, facendo tesoro delle parole di Hen, dimostra spirito di iniziativa quando durante un incendio di una casa di riposo causato da prodotti chimici suggerisce di usare l'anidride carbonica invece dell'acqua e questo fa sì che Buck inizi a vederlo con occhi diversi. Dopo tutti gli eventi Buck informa che sta pensando di chiedere il trasferimento ma nessuno dei ragazzi lo accetta perché lui ormai fa parte della squadra, tornato a casa lo racconta Taylor che si congratula con lui. Infine Maddie lo chiama nel cuore della notte per fargli sapere che sa che Chimney la sta cercando ma lei non si sente ancora pronta a incontrarlo.
Bobby viene chiamato dalla preside della scuola di Harry che lo informa che il suo recente comportamento aggressivo lo ha portato a prendere la decisione di sospenderlo. Harry chiede a Bobby di coprirlo con i suoi ma quest'ultimo non lo farà perché deve essere lui a dirlo; alla fine una sera, quando scappa di casa e va da May, la verità su ciò viene a galla e lui inveisce accusando Michael di non essersi accorto che veniva rapito e Athena di essere la causa per cui quell'uomo lo ha rapito. In un impeto di rabbia Athena gli dà uno schiaffo ma se ne pente subito dopo, tuttavia questa azione ha una ripercussione quando Michael portandola dalla psicologo di Harry le propone una lista di psichiatri da consultare per riuscire a superare l'episodio di Jeffrey. Bobby la incoraggia a non farsi sopraffare da ciò che è accaduto e a lottare.
Al lavoro May riceve una chiamata non chiara da un uomo che ha avuto un incidente durante la potatura di alcuni alberi, ma anche questa volta Claudette prende in mano la sua chiamata e guida le operazioni di ricerca e soccorso. Tuttavia quando riceve una chiamata da una ragazza in procinto di suicidarsi, sapendo che lei tentò la stessa cosa anni prima, usando le poche informazioni che riesce a carpirle e usando i suoni riesce a guadagnare abbastanza tempo perché questa ragazza venga salvata. Claudette che inizialmente, voleva fermarla perché stava spostando l'attenzione su di sé, si complimenta con lei per aver aiutato la ragazza ma ancora non la ritiene all'altezza; in ogni caso questo dà abbastanza coraggio a May per farsi valere e non farsi mettere i piedi in testa.

## Rissa nel braccio 9-1-1
- Titolo originale: Brawl in Cell Block 9-1-1
- Diretto da: Paula Hunziker
- Scritto da: Andrew Meyers

### Trama
Nella prigione di scoppia una rivolta causata da un prigioniero nel braccio della morte, che costringe le guardie a chiamare il 9-1-1 poiché nel corso della rivolta alcune guardie sono rimaste ferite. La 118 penetra nella prigione dove spegne un incendio scoppiato nella zona caldaie e soccorre due detenuti feriti. Eddie e Buck portano il detenuto in ambulanza scortati da due guardie carcerarie, ma in realtà le due guardie sono dei detenuti e i prigionieri feriti sono guardie. 
Athena si occupa delle indagini e dai dati ricevuti dal direttore del carcere scoprono che è stata la ex-fidanzata di Mitchel a farlo condannare e dopo averla contattata scoprono che la donna è in ospedale con il figlio a cui serve un trapianto di cuore; da ciò capiscono il motivo della rivolta in carcere: Mitchel ha scoperto di avere un figlio e quando sarebbe stato giustiziato non potendo donare i suoi organi a causa della sua incarcerazione ha deciso di fare a modo suo come primo e ultimo gesto di padre, salvare il figlio che non sapeva di avere.
Intanto ancora in prigione Bobby ha un piano per raggiungere l'ingresso: Ravi con i vestiti insanguinati passerà tra i detenuti per raggiungere la sala in cui è custodito un gas stordente che faranno trapelare per i condotti dell'aria così da mettere fuori gioco i criminali, mentre Hen resta con il medico del carcere in infermeria per curare la guardia prima che la ferita si aggravi; sia il piano di Bobby che l'operazione di Hen riescono, cosa che convince la donna a decidere di specializzarsi in chirurgia.
Arrivati all'ospedale Mitchel manda Buck e il suo complice a portare la guardia ferita dentro mentre lui e Eddie restano nell'ambulanza per assicurarsi che il paramedico non faccia scherzi. Entrati nell'ospedale il complice viene catturato dalla polizia che ha organizzato un'imboscata. Purtroppo Eddie è ancora in ostaggio all'evaso che non intende arrendersi prima di aver raggiunto il suo obbiettivo; parlando con lui Eddie riesce a convincerlo ad arrendersi promettendogli che farà realizzare alla giornalista Taylor un servizio su suo figlio per spingere il Governatore a fargli accettare il suo organo per il trapianto, Mitchel accetta ma non vuole che si sappia che è suo padre per via delle sue azioni passate. Eddie gli promette la riservatezza ma appena escono dall'ambulanza Mitchel si spara alla testa e viene ricoverato d'urgenza. Nonostante le promesse il Governatore non vuole acconsentire a graziare Mitchel così che possa donare il cuore, ma grazie a una trovata di Athena l'uomo può dare il suo cuore al figlio.
Il ragazzo si salva e tutta la squadra gioisce per la riuscita dell'operazione, e tutti possono tornare ognuno a casa loro anche se Ravi è rimasto provato da tutto quello che è successo in prigione. Buck riabbraccia Taylor e Eddie va da suo figlio Christofer che abbraccia mentre si sta svegliando.

## Storie di fantasmi
- Titolo originale: Ghost Stories
- Diretto da: Kristen Windell
- Scritto da: Stacey R. Rose

### Trama
Un uomo chiama il 9-1-1, a cui risponde May, per chiedere aiuto poiché oltre al fatto che gli hanno sparato a una gamba è stato seppellito sottoterra in una cassa. La 118 e la polizia monitorano la zona da cui è arrivata la chiamata e finalmente l'uomo viene tirato fuori. A occuparsi delle indagini c'è il detective Ransone, dimesso finalmente dall'ospedale, che dopo aver interrogato l'uomo in ospedale, che oltretutto non ricorda chi lo abbia sotterrato, si accorge che ci sono delle discrepanze nella sua storia; anche la reporter Taylor è interessata al caso ma Ransone preferisce che stia fuori dalle indagini. Athena aiuta Ransone con le indagini, e anche di Taylor che ha indagato per conto suo, e dopo un'approfondita ricerca da parte loro scoprono tutta la verità: Edgar aveva stipulato tre polizze vita su sua moglie Lizzie che sarebbe stata valida solo in caso di morte così ha assunto Tom, quello che è diventato poi l'amante di Lizzie, per ucciderla. Lizzie scoperta la cosa e capito il piano del marito ha fatto in modo che Tom attirasse Edgar nel luogo dov'era posizionata la cassa dove poi gli ha sparato e infine sepolto vivo, ma quando hanno saputo del ritrovamento e che Edgar era ancora vivo si sono nascosti finché tutti e tre non sono stati arrestati; Tom si dichiara colpevole preferendo la prigione alla vita che avrebbe condotto a causa di quei due.
Intanto Chimney, dopo aver ricevuto l'aggiornamento sulla possibile posizione di Maddie da parte di Buck, si dirige a Boston; arrivato in città si ritrova a salvare un bambino che aveva improvvisamente smesso di respirare e dopo averlo soccorso rincontra il suo vecchio collega e amico Eli. I due fanno una bella rimpatriata uscendo a bere, mentre sua figlia si riposa dalla moglie di Eli, e Chimney gli racconta il motivo della sua visita a Boston; Chimney si sente in colpa perché si è reso conto che non ha prestato abbastanza attenzione a Maddie ma Eli gli assicura che non è colpa sua e che riuscirà a superare la cosa ma prima dovrà prendere del tempo per rimettere in piedi se stesso così sarà pronto per quando la troverà.
Hen riceve una chiamata a sorpresa da parte di Eva che la informa che passerà a trovarla. Hen è un po' tesa a causa di ciò perché teme che il suo ritorno possa compromettere nuovamente la sua storia con Karen, che saputa la cosa è molto arrabbiata non avendo perdonato Eva per ciò che fece anni fa e nemmeno Hen l'ha ancora perdonata. Tuttavia Eva si dimostra completamente cambiata: da due anni non prende più droghe e sta ricominciando una nuova vita e assicura a Karen che ha capito quanto lei sia importante per Hen e non rovinerà la loro felicità e dice loro addio.
Harry continua a rivivere il trauma del rapimento, vedendo Jeffrey in continuazione, ma non vuole parlarne. A casa la situazione non è delle migliori perché nessuno vuole affrontare l'argomento, ad eccezione di May che vorrebbe risolverla; Harry ascoltando la conversazione tra May e Michael decide di tornare di nascosto nella casa dove Jeffrey lo ha murato vivo ma a causa di alcune travi del pavimento finisce col sprofondarvici. Immediatamente chiama sua madre e accompagnata da Ransone corre da Harry. Quest'ultimo chiede a Ransone, anche lui una vittima di Jeffrey, se sente ancora la presenza di Jeffrey, e Ransone conferma e gli spiega che nonostante si riesca a sopravvivere a un'esperienza come la sua, il trauma resta ma la sua iniziativa di affrontare la sua paura è una dimostrazione di coraggio, che Harry mette in pratica, chiedendo ad Athena di riportarlo a casa loro dove decide finalmente di raccontare cosa ha passato.

## Difendere in posizione
- Titolo originale: Defend In Place
- Diretto da: James Wong
- Scritto da: Taylor Wong

### Trama
David sta guardando un notiziario sul terremoto che ha colpito Haiti e comunica a Michael che intende andare lì per prestare servizio con i Medici Senza Frontiere per collaborare con i soccorritori, aveva rifiutato la richiesta in passato ma recentemente ha deciso di accettare l'offerta perché ispirato dai ragazzi della 118 che non esitano a correre in soccorso degli altri. Michael è fiero di lui ma prima che parta vuole chiedergli di sposarlo e aiutato da Athena, Bobby e i suoi figlio organizza tutto per poi dirigersi in ospedale ma improvvisamente da una delle finestre dell'ospedale avviene un'esplosione.
Un'ora prima del botto mentre David sta per eseguire un'operazione al cervello e il paziente prima di entrare in sala chiede alla moglie di tenere la fede così che gliela ridia a operazione conclusa nel frattempo una coppia ha appena avuto una bambina, e il figlioletto Parker si sente nervoso perché gli hanno dato il compito di "proteggere la sua sorellina" mentre un anziano signore di nome Rupert festeggia la sconfitta del cancro e vorrebbe dare una lettera all'infermiera Callie che lo ha assistito ma non trova il coraggio di farlo. A un certo punto in uno sgabuzzino con delle bombole per l'ossigeno, un'infermiera inciampa e le cadono le chiavi, mentre una bombola d'ossigeno viene accidentalmente aperta, e quando la donna tenta di chiudere la porta dello sgabuzzino, le chiavi sul pavimento le impediscono di chiuderla tanto che nel contatto si genera una scintilla che con l'ossigeno genera l'esplosione.
Il centralino del 9-1-1 si occupa di organizzare le operazioni di soccorso e mentre la 118 inizia a occuparsi dell'incendio tutte le altre squadre lavorano per mettere al sicuro i pazienti, portare in salvo i neonati dalla nursery ma purtroppo all'interno della struttura sono rimasti David che continua l'operazione al cervello, il giovane Parker con la sua sorellina, questi si era allontanato con l'infermiera per fare degli esami alla bambina e quando c'è stata l'esplosione la donna è morta, inoltre anche il vecchio Rupert era rimasto dentro perché l'infermiera Callie era rimasta bloccata nell'ascensore. Michael vorrebbe entrare ma un pompiere della 118 gli assicura che ci penseranno loro, ma Michel è lo stesso spaventato.
Claudette riceve una chiamata di aiuto da Parker che è bloccato in una stanza, Claudette si fa dare il numero delle stanza in modo da mandare i soccorsi. Ravi e Hen assieme a Eddie e Buck entrano per poi dividersi per cercare di raggiungere la stanza; Ravi e Hen incappano in Rupert che sta aiutando quelli rimasti intrappolati dentro, benché venga intimato ad allontanarsi questi non vuole andare via senza l'infermiera Callie. Anche David, avvertito telefonicamente, viene invitato a lasciare la stanza ma lui vuole continuare l'operazione, intanto Eddie e Buck arrivano alla stanza ma stranamente non trovano Parker. Invece Rupert trova l'infermiera e aiutato da Ravi e Hen la salva ma a causa dell'instabilità della struttura l'uomo muore schiacciato dai detriti, la cosa sconvolge Ravi e lo fa sentire in colpa perché è stato l'uomo a salvare lui.
Claudette è molto scossa perché crede di aver fallito ma quando un'altra centralinista prende una chiamata con sorpresa si rivela Parker! Non vedendo nessuno arrivare ha richiamato di nuovo e quando la donna avvisa la 118 grazie all'intuizione di Eddie capiscono che il bambino aveva letto il numero della stanza tramite un riflesso e corrono a salvare entrambi. Anche David, raggiunto da Bobby, dopo aver terminato con successo l'operazione viene condotto fuori e Michael felice lo abbraccia. Il piccolo Parker riabbraccia assieme alla sorellina i suoi genitori invece Callie viene informata della morte di Rupert e Ravi le consegna la lettera che l'uomo voleva darle dove la ringrazia per averlo sostenuto durante tutto il periodo della chemio. Anche Claudette viene informata che non ha fallito nel dirigere il soccorso verso Parker, e la sua collega le assicura che non farà sapere a nessuno che ha pianto.
La sera stessa Michael ha chiesto a David di sposarlo e lui ha accettato, infine Michael informa la sua famiglia che ha deciso di andare ad Haiti con lui: mentre David salverà delle vite Michael darà il suo contributo; benché la notizia li rattristi tutti sono felici per loro e gli augurano ogni bene.

## Il passato è prologo
- Titolo originale: Past is Prologue
- Diretto da: Marcus Stokes
- Scritto da: Ian Sobel

### Trama
Una donna, mentre sta affrontando l'esame di guida, a un certo punto finisce per restare incastrata con l'auto, a causa dell'eruzione di un giacimento di petrolio, in mezzo alla strada. Immediatamente chiama il 9-1-1 a cui risponde May, la donna è illesa ma l'esaminanda è ferita da una penna conficcatasi nel petto dovuto all'urto. La 118 interviene riuscendo a tappare il pozzo e a salvare le due donne prima che la macchina si capovolga a causa del flusso del petrolio.
Buck racconta quello che è successo a Taylor, pensando che potrebbe esserle utile come storia da raccontare al telegiornale, ma la ragazza sembra distratta e assente ultimamente, Buck ha notato che si comporta in questo modo da un po' di tempo e crede che voglia rompere con lui; ne parla con i suoi amici e Bobby gli suggerisce di fare quello che non aveva mai fatto con le sue precedenti relazioni: parlare apertamente. Seguendo il consiglio del capitano Buck affronta Taylor e la scoperta di ciò che sta succedendo lo lascia veramente di stucco: Taylor non è agitata per via di Buck ma perché è stata chiamata a testimoniare al processo di suo padre accusato di aver ucciso sua madre. Adesso deve andare a testimoniare, è divisa: da una parte lei che crede che suo padre sia innocente, ma dall'altra che potrebbe essere colpevole e teme che se farà la scelta sbagliata lui la odierà, ma vuole affrontare la cosa da sola. Contro ogni aspettativa Buck la raggiunge a sorpresa a Oklahoma dove le sta vicino perché Taylor ha deciso di non testimoniare a favore di suo padre. Da questa esperienza Taylor confessa che il motivo per cui diventata una giornalista è perché preferisce raccontare le storie degli altri dato che odia la sua.
La 118 risponde a una chiamata da parte di un poliziotto che ha notato un uomo privo di sensi nel parcheggio di casa sua e lo soccorrono. Hen lo visita e quando l'uomo legge la targhetta con il nome "Wilson" la chiama con il nome di sua madre. L'uomo si chiama Clive e sembra essere una vecchia conoscenza di Toni, inizialmente la donna non parla di questa cosa perché sostiene di non ricordarsi di lui ma Hen scopre che i due invece si conoscevano bene e Hen li fa incontrare ma Toni non riesce ad affrontare la cosa così va via arrabbiata perché Hen si è intromessa nel suo passato. Dopo essersi calmata Toni racconta a sua figlia la verità: quando erano giovani lei e Clyde si erano innamorati, nonostante lei fosse sposata, e quando Clive le chiese di andare via insieme, a causa di suo marito, lei era disposta a seguirlo ma quando scoprì di essere incinta non ne ebbe il coraggio e non si presentò all'appuntamento. Hen convince sua madre a non permettere ai ricordi legati a suo padre di impedirle di rifarsi una vita e di essere felice così alcuni giorni dopo raggiunge Clive, nello stesso posto nel quale si erano dati appuntamento anni fa, e iniziano a fare un viaggio insieme e Toni manda un messaggio alla figlia per informarla di non aspettarla alzata.
Athena indaga sulla ricomparsa di alcune fiches di un casinò che è stato svaligiato nel 1987 da un ladro in motocicletta. Sembra che il ladro si sia portato via più di un milione di dollari in fiches ma non venne mai preso, tuttavia dopo trent'anni un tipo vestito da Babbo Natale ha cercato di incassare una delle fiches rubata ma sembra fosse all'oscuro dell'origine dell'oggetto. Athena chiede a Toni, che da giovane lavorava come croupier in un casinò, trova strano che il ladro sia riuscito a rubare una somma di quella portata da un solo tavolo visto che solitamente somme di quel genere venivano puntate soltanto in casi speciali; secondo questo ragionamento Athena si fa aiutare da Bobby per cercare di capire come sono andate le cose i due scoprono che il ladro non era da solo ma aveva un complice, probabilmente uno dall'interno, e seguendo questa pista partendo dalla fiche iniziale scoprono che il colpevole era lo zio del ragazzo vestito da Babbo Natale e che la complice e fidanzata non era altri che la direttrice del casinò, allora croupier. I due avevano organizzato la rapina progettando di restituire le fiches una alla volta per non destare sospetti ma mentre lei ha usato la sua parte per finire gli studi il suo fidanzato aveva usato la sua parte sperperando il denaro al gioco. Benché le fiches siano state tutte restituite Athena arresta la donna.

## Avvolto nel rosso
- Titolo originale: Wrapped in Red
- Diretto da: Brenna Malloy
- Scritto da: Lyndsey Beaulieu e Nadia Abass-Madden

### Trama
È Natale, Athena deve sedare una situazione molto difficile: due donne hanno scoperto che il marito è sposato con entrambe (segretamente aveva una doppia vita) Athena aiuta le due donna a calmarsi convincendo entrambe che la cosa migliore è quella di pensare ai figli. Tutte e due trovano un modo per rovinare il marito e vendicarsi: chiedendo entrambe il divorzio e passano il Natale tutti insieme con i loro figli.
Una ragazza desiderosa di chiedere a un suo collega di lavoro di andare a un concerto insieme, viene rifiutata: quando sta prendendo l'ascensore, l'addetto alla manutenzione dimentica di mettere i cartelli di segnalazione, finisce nella conca dell'ascensore proprio mentre questo sta salendo. Immediatamente chiamano il 9-1-1 e la 118 risponde ala richiesta di soccorso. L'addetto la manutenzione finisce nei guai mentre la ragazza scopre che il rifiuto del ragazzo che le piace non è dovuto al sentimento non reciproco ma semplicemente al fatto che a lui quel tipo di concerti non piace; chiarito l'equivoco i due iniziano a uscire insieme.
Questo è il primo Natale che Athena, Bobby, May e Harry trascorreranno senza Michael dato che ora è ad Haiti con David, inoltre May trascorrerà la vigilia di Natale a lavorare al centralino mentre Athena cerca di pensare che cosa regalare a Harry ma sembra che il ragazzo non voglia niente. Athena non è l'unica ad avere dei problemi con la scelta del regalo, anche Buck non sa che cosa regalare a Taylor loro per il loro primo Natale insieme e nessuna delle idee suggerite dai suoi amici sembra andar bene.
Ultimamente Christopher sembra parecchio ossessionato dal Natale e nonostante Eddie faccia di tutto per far sì che sia perfetto niente sembra andar bene. Christopher sta avendo diversi incubi che riguardano Shannon, sua madre, ed Eddie è preoccupato perché capisce che questi sogni, insieme ai rischi che corre con il suo mestiere, spaventano suo figlio che possa perdere anche il padre.
Un'anziana signora chiama diverse volte al 9-1-1 per segnalazioni che non ci sono realmente, Sue ne parla con Athena e la manda a casa sua per avvertirla: le spiega che utilizzare i servizi di emergenza in questo modo è contro la legge e la donna lo comprende. A quanto pare la donna soffre di solitudine, non avendo più molti contatti con sua figlia che vive lontano, Athena la spinge a non lasciare che la paura di un rifiuto le impedisca di riavvicinarsi a sua figlia e alla sua famiglia. La signora segue il suo consiglio, manda anche un cesto regalo al centralino come scuse e ringraziamento, e il giorno di Natale sua figlia e la sua famiglia vanno da lei per trascorrere il Natale insieme.
L'ultima chiamata di emergenza il giorno prima della vigilia è da parte di una famiglia il cui padre, che stava tornando con l'albero di Natale, finisce per fare una retromarcia sbagliata che gli fa crollare una parte della casa sul tetto dell'auto. Fortunatamente l'uomo viene tirato fuori tuttavia essendo l'edificio inagibile e tutte le famiglie al suo interno sono costrette a doversi trasferire temporaneamente in un motel. Bobby non è contento di ciò e aiutato da tutta la 118 organizza una festa nel cortile del motel, distribuendo i regali che sono stati donati alla caserma. Anche Harry sembra aver trovato il regalo perfetto per questo Natale, ovvero fare un regalo a qualcun altro meno fortunato. Persino Buck ha trovato il regalo perfetto da regalare a Taylor: un piccolo bracciale con localizzatore di emergenza in modo che nel caso si trovi nei guai basta che prema il pulsante e loro verranno a salvarla. Sembra il Natale perfetto ma con grande sorpresa di tutti Eddie annuncia che intende lasciare la 118 per non far preoccupare Christopher a causa del suo lavoro.

## Fuori a guardare
- Titolo originale: Outside Looking In
- Diretto da: Shauna Duggins
- Scritto da: Bob Goodman

### Trama
Eddie da mesi si concentra sulla sua nuova carriera al call center, in rappresentanza dei vigili del fuoco gestisce l'allarmistica segnalando le emergenze. Bobby deve assumere dei sostituti per Chimney e Eddie, di conseguenza recluta un nuovo vigile del fuoco per la caserma 118, Jonah Greenway. Sasha, marito e padre di famiglia, mentre è alla guida della sua auto insieme alla moglie e ai figli, riceve una telefonata da un uomo che, dandogli istruzioni, gli fa trovare una bomba che ha posizionato nell'auto sotto il bracciolo: esploderà se Sasha scende a una velocità inferiore 90 km/h. Sasha chiama il 9-1-1 e a intervenire sono i vigili della 118 e della 147, nella quale lavora Lucy Donato, che aiuta Buck a tirare fuori dall'auto Sasha e la sua famiglia con l'auto in piena corsa dopo che le loro autopompe avevano affiancato l'automobile, anche grazie all'aiuto di Eddie che vedendo in televisione l'operazione di soccorso in diretta, ha messo in guardia i vigili del fuoco mettendosi in contatto con loro avvertendoli della presenza di una seconda bomba sotto il pedale dell'acceleratore con un innesco a pressione: una volta fatti uscire tutti dall'auto, il mezzo esplode.
Lucy e Buck si baciano dopo che erano andati al bar a festeggiare la buona riuscita dell'operazione, e adesso Buck si sente in colpa nei confronti di Taylor, ma invece che dirle quello che è successo, si limita a invitarla a venire a vivere da lui. Josh pur congratulandosi con Eddie per l'aiuto che ha dato ai suoi ex colleghi è costretto a rimproverarlo in quanto lui non è abilitato a mettersi in contatto con i soccorritori durante le operazioni. Bobby è indeciso tra i vari curriculum che gli sono stati dati, infatti Chimney, Eddie, Buck e Hen sono la squadra migliore che abbia mai avuto, ed è per questo che non vuole sostituire nessuno di loro. Athena però gli fa capire che non deve fare lo sbaglio di mettere sul piedistallo i suoi colleghi, tutti loro hanno avuto dei problemi, e Bobby è riuscito a trasformarli in un ottimo team con lavoro e pazienza, quindi non c'è motivo per cui non dovrebbe assumere altri vigili del fuoco e creare un'altra squadra altrettanto efficiente.
Athena scopre che a posizionare la bomba nell'auto di Sasha è stato il vicino di casa, un accumulatore seriale, Sasha e la moglie lo avevano segnalato per via dei rifiuti che continuava ad accumulare nel proprio giardino, per vendicarsi aveva posizionato la bomba nella loro auto. L'uomo tenta la fuga ma Athena lo arresta. Eddie sente la mancanza dei suoi ex colleghi, la sua nuova routine è per lui troppo noiosa, quindi con il benestare di Christopher decide di tornare a lavorare alla 118. Ma quando si presenta a casa di Bobby mostrandogli il permesso di reintegro quest'ultimo non accetta di riassumerlo, lo stesso Bobby aveva tentato di convincerlo a non lasciare la caserma, ma Eddie era stato irremovibile quando diede le dimissioni, e ora dopo pochi mesi si è già stufato del suo nuovo lavoro, dimostrando solo incostanza e immaturità. Eddie prende malissimo la decisione di Bobby, in ogni caso è pronto per fare domanda per un'altra caserma.
Bobby comunica ai suoi colleghi che Jonah è stato assunto regolarmente alla 118, ma oltre a lui viene introdotto un nuovo elemento, ovvero Lucy, e questo mette inevitabilmente Buck in una posizione imbarazzante.

## Boston
- Titolo originale: Boston
- Diretto da: Dwight Little
- Scritto da: Lyndsey Beaulieu

### Trama
Maddie esce dalla clinica nella quale si era internata, dove ha affrontato i suoi problemi, a cominciare dalla depressione iniziata in tenera età quando morì il fratello Daniel, al traumatico matrimonio con Doug, dopo una diagnosi si è scoperto che non soffriva di depressione post-partum ma di tiroidite silente, iniziando una terapia ormonale. Maddie ormai sta molto meglio e ha trovato un appartamento, mentre Eli ospita a casa sua Chimney e Jee-Yun.
Bobby inizia a ricevere pressione dai suoi superiori, si è sforzato di mantenere disponibile il posto di lavoro di Chimney a Los Angeles alla caserma 118 fino al suo ritorno, ma non può continuare ad aspettarlo per tempi prolungati, però Chimney è determinato a rimanere a Boston finché non troverà Maddie. Eli lo ha convinto a prestare servizio nella guardia medica volontaria, almeno per guadagnare un po' di soldi visto che ha quasi completamente dato fondo ai suoi risparmi; la cosa funziona dato che lavorare aiuta Chimney a riprendersi. Il giorno di San Patrizio, Eli e Chimney prestano soccorso a diverse persone tra le quali Kira, amica di Maddie nel gruppo di auto-aiuto a cui lei prende parte, infatti durante la parata ha avuto un'intossicazione da alcolici, ed è proprio in questa circostanza che Maddie e Chimney finalmente si rincontrano.
Dopo aver portato Kira in ospedale, Chimney e Maddie parlano di quello che è successo e del loro stato d'animo: Maddie gli confessa che poco dopo aver lasciato Los Angeles tentò il suicidio in spiaggia immergendosi nell'acqua, è solo per Chimney che non ha voluto togliersi la vita, sapendo che se fosse morta lui sarebbe sprofondato nel rimorso. Chimney invece ammette che si è sentito responsabile della fuga della sua compagna, lui ha fatto finta che Maddie stesse migliorando, e invece sapeva che le sue condizioni stavano peggiorando, preferendo ignorare il problema invece che affrontarlo.
Maddie vuole vedere Jee-Yun e quindi Chimney porta la bambina nella nuova casa di Maddie, inizialmente la bambina sembra diffidente ma appena Maddie le canta una canzoncina la piccola le si avvicina e la chiama "mamma" e Maddie, contenta di riavere tra le braccia la sua bambina, capisce di essere pronta a tornare a Los Angeles con Chimney e Jee-Yun

## Fobia della paura
- Titolo originale: Fear-o-Phobia
- Diretto da: Marcus Stokes
- Scritto da: Andrew Meyers e Juan Carlos Coto

### Trama
Maddie e Chimney sono tornati a Los Angeles, cresceranno Jee-Yun ma separatamente, infatti hanno deciso di lasciarsi. Buck confessa a Maddie di aver invitato Taylor a vivere con lui dopo aver baciato Lucy, è evidente che vuole forzarla a stare al suo fianco temendo che lei lo potrebbe lasciare. Un uomo, nella zona portuale di San Pedro, fa immersione con una gabbia in mezzo agli squali ma, preso dal panico, riemerge troppo velocemente, infatti rischia di morire per decompressione, la 118 va in suo aiuto, ma prima di portarlo in ospedale in elicottero è necessario abbassare la sua pressione, quindi a Lucy viene un'idea: lo porta in una cella frigorifera lì nelle vicinanze, riuscendo a stabilizzarlo.
Eddie va in analisi, ma non sta facendo molti progressi, in realtà si rifiuta di ammettere di avere un problema e tanto meno di affrontarlo, ritenendo che l'emotività è una debolezza, il suo psicologo capisce che purtroppo Eddie, nel corso degli anni, come soldato, come vigile del fuoco e come padre, si è spesato troppo per gli altri, e ora non trova il tempo per dedicarsi ai propri problemi. Chimney è preoccupato, temendo che Maddie non sia pronta per tornare a fare la madre, infatti benché lei abbia trascorso una piacevole giornata con la bambina, non ha voluto farle il bagnetto, è evidente che temeva di farle del male, come successe l'ultima volta.
May risponde a una chiamata d'emergenza, un uomo che è andato in vacanza ha incaricato un ragazzo di nome Perry di sistemarsi nella sua villa in sua assenza per prendersi cura delle sue tarantole, ma non risponde alle sue chiamate, quindi Bobby, Hen, Lucy e Jonah vanno nell'abitazione, scoprendo che Perry è avvolto dalle ragnatele, le tarantole lo hanno morso, ma non è in pericolo di vita, Jonah gli inietta degli steroidi, ma Perry rischia l'arresto cardiaco, a quanto pare è una reazione allergica agli steroidi, viene comunque rianimato con il defibrillatore.
Buck confessa a Taylor di aver baciato Lucy, è pentito di quello che ha fatto, ma adesso Taylor non può nemmeno lasciarlo essendosi appena trasferita da lui, sentendo che Buck, rivelandole di aver baciato Lucy dopo che Taylor ha accettato la convivenza, l'ha praticamente messa in trappola, dato che lui temeva che lo avrebbe lasciato. Pauline, una donna che rischia di essere rapinata in una stazione di servizio, aggredisce il ladro disarmandolo, la donna dà di matto tentando il suicidio, Athena e la 118 intervengono, stranamente la sorella di Pauline afferma che già da qualche tempo lei è diventata aggressiva e violenta, Hen parla con lei spiegandole che ha capito cosa la sta affliggendo: Pauline soffre della sindrome di Urbach-Wiethe, Hen riesce a distrarla permettendo a Buck e Ravi di impedirle di suicidarsi.
Christopher è spaventato, telefona a Buck chiedendogli di raggiungerlo a casa, Eddie si è chiuso a chiave nella propria camera da letto, Buck sfonda la porta, Eddie ha praticamente messo a soqquadro la stanza piangendo, ha scoperto che tutti i commilitoni che salvò nella missione che gli era valsa la medaglia d'argento sono morti, uno di loro durante una missione, un altro durante un incidente stradale, un altro per overdose e infine l'ultima si è suicidata. Maddie trova il coraggio di fare il bagnetto a Jee-Yun, mentre Chimney le guarda entrambe sorridendo.

## Colpi di fortuna
- Titolo originale: Dumb Luck
- Diretto da: John J. Gray
- Scritto da: Taylor Wong

### Trama
Bailey si trasferisce con il marito in un appartamento di lusso, ma mentre il marito la tiene in braccio lei cade dalla terrazza, si aggrappa a un cartellone, la 118 arriva in suo soccorso, grazie a un colpo di fortuna Lucy e Chimney riescono a salvarla prendendola al volo. Una ciclista viene superata da un SUV in piena notte che trasportava un cartello autostradale che vola via avendo preso un dosso, il cartello trafigge la donna, Athena e i paramedico della 118 riescono a salvarla, infatti mentre Chimney, Buck e Lucy estraggono il cartello dal corpo della donna, Hen esegue su di lei una procedura REBOA.
Athena scopre che alla guida del SUV c'erano dei ragazzi che rubavano i cartelli stradali per una caccia al tesoro, li sorprende in flagrante mentre tentano di rubarne un altro, uno di loro tenta la fuga ma viene investito da un'auto, rischia di morire ma Athena lo aiuta a rimanere in vita fino all'arrivo dei soccorsi, il ragazzo viene portato in ospedale per un'operazione, e Lucy scopre che il chirurgo che lo opererà è proprio Bailey. Effettivamente l'aver salvato un chirurgo, dà a Lucy parte del merito per tutte le vite che in futuro Bailey salverà, e questo fa riflettere Buck, il quale ha capito che Eddie per stare meglio ha bisogno di capire che ciò che ha fatto ha realmente avuto dei risultati positivi per coloro che ha aiutato.
Jee-Yun sta male e quindi Maddie la porta in ospedale, i medici non riescono a fare subito una diagnosi, arriva poi Chimney, entrambi si agitano, il timore di Maddie è che la piccola abbia la leucemia come Daniel, ma il medico dà ai due una buona notizia: era solo un'intussuscezione, non è grave e non sarà necessario intervenire chirurgicamente e il merito è di Maddie che l'ha portata in ospedale prima che la cosa potesse peggiorare. Tra Maddie e Chimney si crea un po' di imbarazzo quando si sono resi conto che si erano tenuti per mano mentre parlavano con il medico, è ovvio che si amano ancora. Eddie fa degli incubi, rivivendo i momenti in cui ha rischiato varie volte di morire, l'aver scoperto che i soldati che aveva salvato sono comunque morti non lo sta aiutando, ma Buck lo porta da Charlie, era stato Eddie a salvarlo dalla madre, e adesso il bambino sta molto meglio ora che vive con gli zii, questa è la prova che gli sforzi di Eddie non sono stati inutili.

## Paura di essere tagliati fuori
- Titolo originale: FOMO
- Diretto da: Marita Grabiak
- Scritto da: Nicole Barraza Keim

### Trama
Rebecca è un influencer con il nome d'arte di Selene, mentre si sta facendo una sauna nella sua nuova casa a Brentwood c'è stata una scossa per via dei lavori in corso, e lei è caduta sbattendo la testa contro le pietre calde, e dato che stava trasmettendo il tour della casa in live streaming con il cellulare i suoi follower contattano il 9-1-1, a rispondere alla chiamata è May, ma non sanno quale sia l'indirizzo preciso. May e Eddie guardando il video capiscono la posizione in riferimento al fatto che sullo sfondo è possibile vedere il The Getty oltre al numero sul marciapiede, la 118 interviene e riescono a salvare Rebecca sebbene il suo volto è rimasto ustionato.
Maddie vede alcune delle foto che Chimney ha scattato con Jee-Yun risalenti al periodo in cui Maddie era a Boston, constatando che lui e la bambina hanno fatto tante cose insieme mentre lei non c'era, sentendo di aver perso molte tappe dell'infanzia della figlia. La paura di Maddie è quella di diventare come i suoi genitori, Buck però le spiega che lei è diversa da loro, perché quando Daniel è morto non hanno avuto il coraggio di affrontare i propri sentimenti, ed è questo che ha fatto sì che si allontanassero dei loro figli, Maddie al contrario ha trovato la forza di affrontare i suoi problemi.
Due persone si preparano a sposarsi in diretta televisiva, non si sono mai conosciuti, sono stati accoppiati da un programma di compatibilità, ma lo sposo inizia a sentirsi male, Bobby, Lucy, Buck e Hen intervengono, quest'ultima capisce che i suoi organi interni sono disposti in ordine inverso (situs inversus) rischia di morire ma Hen lo salva drenando via il sangue dal polmone, si trattava di un tamponamento cardiaco, stava sanguinando dal sacco pericardico. Alla fine la sposa decide di sposare un altro uomo.
Mentre una donna gioca con le sue figlie sprofonda del sottosuolo, si tratta di una vecchia base missilistica abbandonata, Chimney e Hen si calano per raggiungere la donna, la quale non sente alcun dolore per via dell'adrenalina, le sue condizioni sono troppo gravi, non può salvarsi, fa in tempo a parlare con le sue figlie un'ultima volta, Chimney preferisce non dire alle bambine che è morta ritenendo che spetta al padre farlo, quindi portano il corpo della donna in ospedale, ma la figlia più grande capisce che la madre è morta dato che non avevano nemmeno acceso le sirene.
May viene contattata dall'università a cui aveva fatto domanda alla quale era stata anche ammessa, si era presa una proroga per lavorare al call center ma i termini stanno per scadere, se May si astiene dal prendere ancora parte ai loro corsi non sarà più ammessa, adesso deve scegliere se continuare a lavorare al call center o andare all'università. Mentre Maddie e Chimney danno da mangiare alla bambina, Jee-Yun per la prima volta afferra il cucchiaio da sola, Maddie ha assistito a quella che è stata una tappa nella vita della sua bambina.

## May Day
- Titolo originale: May Day
- Diretto da: Juan Carlos Coto
- Scritto da: Juan Carlos Coto

### Trama
Ormai è già da un po' che Albert lavora come vigile del fuoco alla caserma 133 ma sembra insicuro se proseguire con la sua carriera. May ha un litigio con Claudette sul posto di lavoro quindi Sue le chiude entrambe in una stanza costringendole a chiarirsi. Eddie si sta integrando bene al call center, ed è questo il problema: lui in fondo sente di appartenere ancora alla caserma 118.
Per la prima volta May e Claudette discutono in maniera amichevole, lei infatti ammette che è combattuta: non sa se continuare a lavorare al call center o andare all'università. Claudette le consiglia di licenziarsi, ritenendo che la scelta giusta sia andare all'università e vivere pienamente la sua gioventù. Alla sala server del call center si viene a creare un corto circuito che dà inizio a un incendio, la caserma 118 e la 133 lavorano insieme per portare via tutti i dipendenti dall'edificio, Taylor e la sua troupe arrivano sul posto per riprendere il servizio in diretta. Josh che aveva visto il tecnico, per cui aveva un debole, poco prima che scoppiasse l'incendio riesce a guidare la 118 che soccorre l'uomo.
May e Claudette, che erano ancora insieme nella stanza dove Sue le aveva portate, non si erano accorte di nulla, e quando vedono le fiamme, Claudette (che è terrorizzata dal fuoco) entra nel panico. Eddie prende l'attrezzatura e si unisce alla sua vecchia squadra per salvare i suoi colleghi, Albert durante l'operazione rischia di cadere sprofondando insieme al tetto in fiamme, ma viene salvato da Chimney, impedendogli di morire com'era accaduto al suo amico Kevin. Bobby porta in salvo May e Claudette, l'edificio viene evacuato.
May ammette ormai di considerare Bobby un padre, mentre Chimney dà ad Albert il permesso di licenziarsi, aveva capito già da un po' che suo fratello non ama fare il vigile del fuoco, gli piaceva l'idea che Albert lo ammirasse e volesse prenderlo a modello, ma ora per lui è più importante la felicità di suo fratello. Quando Claudette viene portata in ospedale, viene colta da un arresto cardiaco, Jonah tenta di rianimarla ma è tutto inutile, infatti Claudette muore.

## Eroe a qualunque costo
- Titolo originale: Hero Complex
- Diretto da: Marita Grabiak
- Scritto da: Stacey R. Rose e Kristen Reidel

### Trama
Hen confessa a Chimney che nutre dei sospetti sulla morte di Claudette, inoltre trova strano che Perry avesse quasi rischiato di morire per l'iniezione di steroidi, era stato Jonah a prestare soccorso a entrambi quando sono andati in arresto cardiaco, che nel caso di Claudette le è costato la vita. Chimney e Hen scoprono che Jonah quando aveva tredici anni salvò il conducente di uno scuolabus, divenne un piccolo eroe locale, poi è diventato un paramedico lavorando in varie città come Chicago, Miami, Denver e Dallas. Eddie va a trovare i suoi genitori, il padre Ramon festeggia il suo pensionamento, ma durante la festa Eddie non si trattiene dal rinfacciargli il suo disprezzo: Ramon era sempre fuori casa, totalmente assorbito dal suo lavoro, era Eddie che si prendeva cura della madre e della sorella anche se in maniera maldestra, Ramon pensava che il solo modo per prendersi cura della sua famiglia fosse quello di portare a casa uno stipendio, ma non era un uomo su cui il figlio potesse contare. Ramon, litigando con Eddie, inizia a sentirsi male, sembra un infarto, ma Eddie mantiene il sangue freddo facendogli ingerire la nitroglicerina che ha trovato proprio nella giaccia del padre, intuendo che si è fatto visitare da un medico, si è fatto fare vari stent alle arterie, cosa di cui aveva tenuto all'oscuro la famiglia.
Chimney e Hen chiedono a Taylor di mostrare il video che lei e la sua emittente televisiva avevano girato quando avevano prestato soccorso a Claudette nel servizio televisivo, la donna stava bene, ed è morta dopo che Jonah le aveva fatto un'iniezione: ora hanno capito che lui ama impersonare il ruolo dell'eroe, mette in pericolo le persone che dovrebbe soccorrere per poi salvarle e alimentare il suo ego, rivivendo il momento in cui salvò quell'uomo da bambino, purtroppo senza volerlo ha davvero ucciso Claudette, così come ha fatto con altre persone, cambia spesso città per non attirare troppo l'attenzione. Taylor vorrebbe costruirci un servizio, ma Buck le chiede di non farlo, almeno il tempo di avvisare Bobby il quale prenderà dei provvedimenti.
Eddie confessa a Ramon di aver sempre lottato per non diventare come lui, ma ora si sta rendendo conto di essere uguale al padre, Ramon non ha raccontato alla famiglia dei suoi problemi cardiaci per orgoglio, e Eddie in maniera analoga quando è stato quasi sopraffatto dai suoi problemi per ostinazione voleva risolverli da solo rischiando di peggiorare le cose, ora ha capito che deve essere un uomo migliore, ma non per Christopher, ma per il proprio bene. Jonah scoperto che Hen lo ha denunciato la informa che gli porterà via la persona a cui tiene; in un primo momento Hen dà per scontato che si riferisca a Karen ma quando capisce che si riferiva a Chimney, a cui lo ha sempre paragonato, si precipita a casa sua ma Jonah la tramortisce con una siringa di propofol e la rapisce. Hen si risveglia immobilizzata e vede Chimney su un tavolo, semincosciente, Jonah lo induce in uno stato di morte arrestando il cuore di Chimney iniettandogli l'adenosina per poi rianimarlo con il defibrillatore, solo per mostrare a Hen quanto per lui sia appagante poter fare la differenza tra la vita e la morte. Hen si mette a provocarlo, riuscendo a distrarlo, così Chimney prende il defibrillatore e lo usa contro Jonah facendogli perdere i sensi. Hen e Chimney vengono portati in ospedale mentre la polizia arresta Jonah, Bobby lo prende a pugni, disgustato da lui. Taylor, a dispetto della promessa che aveva fatto a Buck, fa un servizio in diretta sull'arresto di Jonah.

## Ricominciare da capo
- Titolo originale: Starting Over
- Diretto da: Kristen Reidel
- Scritto da: Kristen Reidel

### Trama
Maddie dà appuntamento a Chimney il quale è piuttosto malinconico dando per scontato che voglia chiedergli il permesso per uscire con altri uomini, sebbene sia pronto ad accettarlo pur di renderla felice. Maddie gli spiega che ha frainteso: vuole tornare a lavorare al call center, e desidera una sua opinione, non sta pensando di uscire con altri uomini, inoltre anche Chimney non sta prendendo in considerazione la possibilità di frequentare altre donne. Buck è deluso da quello che ha fatto Taylor, avendo reso pubblica la notizia su Jonah e le sue malefatte ricoprendo di vergogna la 118, Bobby però non è in collera con lei, ritenendo che Taylor abbia solo fatto il suo lavoro, ma è fuori di sé dalla rabbia per aver accolto alla 118 una persona spregevole come Jonah che era sotto la sua responsabilità.
Bobby e i vigili del fuoco della 118 vanno in un salone per le acconciature, una donna ha un forte dolore alla testa dopo che il parrucchiere le aveva messo delle extension, infatti dal cranio escono delle larve che Hen estrae, il parrucchiere confessa di aver comprato i capelli da una ditta di pompe funebri. Clive e Toni tornano a Los Angeles, i due vogliono sposarsi, May invece ha deciso di lasciare il lavoro al call center per andare all'università.
Per Buck e i suoi colleghi è sempre più evidente che Maddie è ancora innamorata di Chimney, infatti ora che è tornata al call center è lui il primo a cui dà aggiornamenti sui progressi che fa al lavoro. Athena ha notato che Bobby è troppo stressato dopo quello che è accaduto con Jonah, gli propone pure un viaggio, solo loro due, dato che non sono mai stati in luna di miele, ma Bobby non sembra interessato.
Cole porta sua moglie Amari in ospedale con l'auto, sta per partorire, ma vengono investiti da un furgone, i vigili della 118 li soccorrono salvandoli, Amari dà alla luce il suo bambino, ma Cole perde la memoria avendo riportato danni alla testa, tuttavia Amari è pronta a stargli vicino, raccontandogli passo per passo la loro storia d'amore. Buck decide di confrontarsi con Taylor, rievocando il loro primo incontro, anche allora lei si dimostrò pronta a tutto per il lavoro, anche a mettere in pericolo la reputazione di Buck e della 118, e ha fatto la stessa cosa per la seconda volta. Taylor è pronta a fare un tentativo per diventare una persona migliore e salvare la loro relazione, ma Buck decide di lasciarla, avendo capito che lui e Taylor più stanno insieme e più ricadono sugli stessi errori.
Proprio quando Bobby era tentato di ricominciare a bere, Eddie gli fa capire che il comportamento di Jonah non era una sua responsabilità e che essere dei vigili del fuoco significa semplicemente essere brave persone e non degli eroi. Clive e Toni decidono di posticipare le loro nozze, ma dato che la cerimonia è stata già organizzata, ad approfittarne sono Hen e Karen che rinnovano le loro promesse nuziali. Bobby fa una sorpresa ad Athena, comprando due biglietti per una crociera, così lui e sua moglie potranno godersi una meritata vacanza. Mentre Chimney va a mangiare a un chiosco incontra per caso Maddie e Jee-Yun pranzando con loro, lasciando aperta la possibilità che lui e Maddie forse potranno un giorno tornare insieme. Eddie riprende finalmente a lavorare alla 118 come vigile del fuoco.